# Aaron Spelling

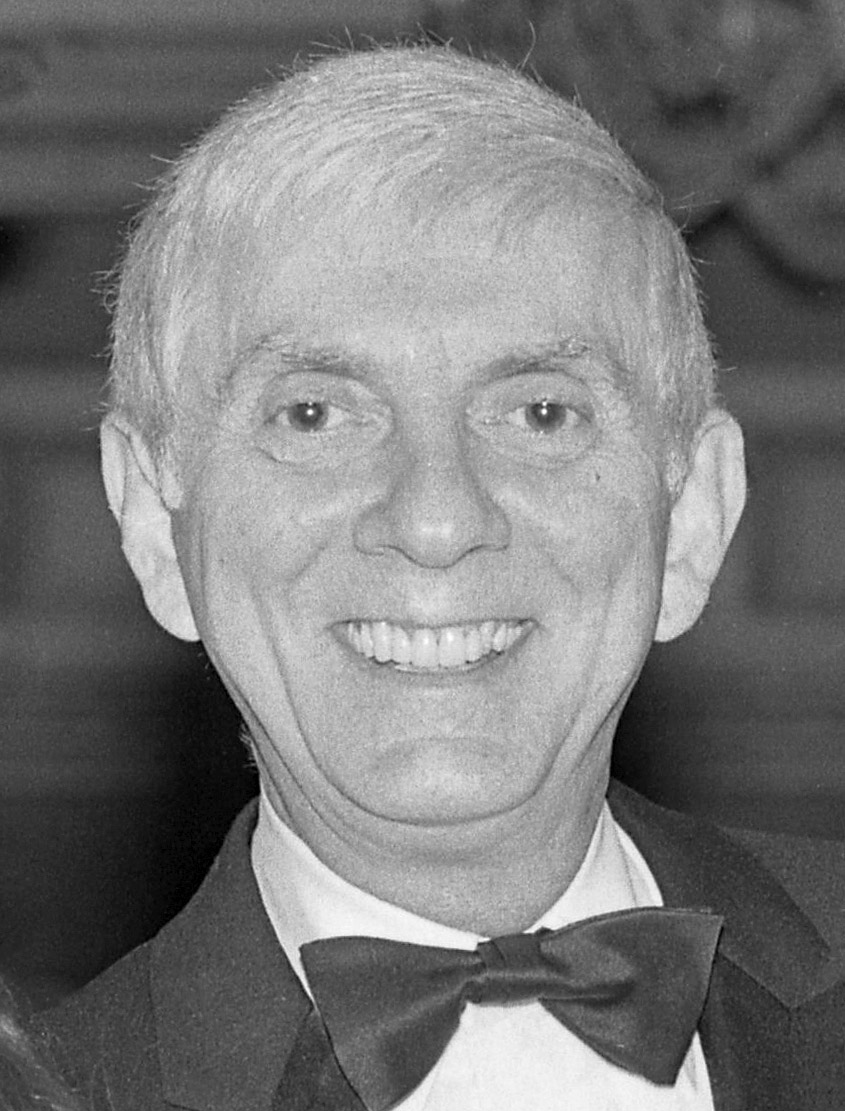
Aaron Spelling, 1985

Aaron Spelling (* 22. April 1923 in Dallas, Texas; † 23. Juni 2006 in Los Angeles, Kalifornien) war ein US-amerikanischer Film- und Fernsehproduzent und Schauspieler. Er produzierte in seinem Leben über 200 Serien und Filme, darunter Starsky & Hutch, Eine amerikanische Familie, Drei Engel für Charlie, Love Boat, Vegas, Hart aber herzlich, Der Denver-Clan, T.J. Hooker, Beverly Hills, 90210, Melrose Place, Eine himmlische Familie und Charmed – Zauberhafte Hexen. Das machte ihn zum weltweit produktivsten und erfolgreichsten Fernsehproduzenten überhaupt.

## Leben und Werk

### Lehrjahre
Der Sohn jüdischer Einwanderer aus Polen und Russland besuchte die Forest Avenue High School in Dallas, Texas. Die Sticheleien und Schläge seiner Mitschüler setzten ihm dort so zu, dass er mit acht Jahren einen Nervenzusammenbruch erlitt, infolge dessen er für die Dauer eines Jahres von der Schule befreit wurde. In dieser Zeit las er viel, unter anderem die Erzählungen von O. Henry. Nach dem Dienst bei der Air Force machte er seinen Abschluss 1945 an der Southern Methodist University (ebenfalls in Dallas). Er zog nach New York und arbeitete als Schauspieler.

### Drehbuchautor und Produzent
1953 heiratete er die Schauspielerin Carolyn Jones und die beiden zogen nach Kalifornien. Seinen Durchbruch als Autor hatte er 1954, als er sein erstes Skript für eine Folge von Jane Wyman Presents The Fireside Theatre verkaufte. Er begann für Dick Powell zu schreiben, Playhouse 90, Last Man, und Weiteres. Er beteiligte sich bei Powells Four Star Productions. Nach Powells Tod gründete er zusammen mit Danny Thomas die Thomas-Spelling Productions. Ihr erster Erfolg war The Mod Squad. 1972 gründete er die Aaron Spelling Productions und eine weitere Co-Produktionsfirma mit Leonard Goldberg. Seine Firma wurde 1986 zu Spelling Entertainment. Seit 1978 arbeitete er dabei eng mit dem Produzenten E. Duke Vincent (1932–2024) zusammen. Gemeinsamen verantworten sie mehr als 40 Serien.
In den 1970er und 1980er Jahren machte Spelling mit seinen beliebten Serien den Sender ABC so erfolgreich, dass man auch von „The Aaron Broadcasting Company“ sprach. So sehr er beim Fernsehpublikum damit auch Anklang fand, bei den Kritikern erntete er regelmäßig Verrisse. Dies tat seinen kommerziellen Erfolgen jedoch keinen Abbruch. In den 1980er Jahren schätzte das Wirtschaftsmagazin Forbes das Vermögen des Produzenten auf 300 Mio. Dollar. Bis heute gilt er als der erfolgreichste Fernsehproduzent Hollywoods.
Neben seinen Unterhaltungsserien produzierte Spelling auch Spielfilme und konnte mit diesen auch Kritiker überzeugen. So gewann etwa der AIDS-Film And the Band Played On (1993) über die Anfänge der Epidemie unter anderem mehrere Emmy-Awards 1994. Day One (1989) handelte vom Bau der Atombombe.

### Familie
Er ließ sich von Jones 1965 scheiden und heiratete 1968 Carole Jean „Candy“ Marer. Spelling war der Vater von Randy Spelling und der Schauspielerin Tori Spelling, der er in seinen Serien Rollen gab. Er lebte in Los Angeles. Am 18. Juni 2006 erlitt Spelling einen Schlaganfall, an dessen Folgen er fünf Tage später starb.

## Zitate
„Die Schläge der Kritiker stören einen schon. Aber hat man die Wahl, sich entweder 300 Kritikern zu beweisen oder 30 Millionen Fans.“

## Filmografie als Produzent (Auswahl)
- 1960: Er kam, sah und siegte (Guns of the Timberland)
- 1964–1965: Privatdetektivin Honey West (Privatdetektivin Honey West)
- 1970: Tod eines Bürgers (The Old Man Who Cried Wolf)
- 1977–1986: Love Boat
- 1979–1981: Vegas
- 1979–1984: Hart aber herzlich (Hart to Hart)
- 1981–1989: Der Denver-Clan (Dynasty)
- 1983: Ein Traummann auf der Titelseite (The Making of a Male Model; Fernsehfilm)
- 1983–1988: Hotel
- 1985–1987  Die Colbys – Das Imperium (The Colbys)
- 1987: Nicht jetzt, Liebling (Surrender)
- 1989: Schwestern (Nightingales)
- 1990–2000: Beverly Hills, 90210
- 1991: Denver – Die Entscheidung (Dynasty: The Reunion)
- 1992–1999: Melrose Place
- 1996: Embraced – Clan der Vampire
- 1996–2006: Eine himmlische Familie (7th Heaven)
- 1998–2006: Charmed – Zauberhafte Hexen (Charmed)

## Werke
- Aaron Spelling, Jefferson Graham: Aaron Spelling: A prime-time life. St. Martin’s Press, New York 1996, ISBN 0-312-14268-4, S. 228 (englisch).